# Jean Scrivens
Jean Scrivens (né le 15 octobre 1935 à Camberwell) est un athlète britannique spécialiste du 100 mètres. Licenciée au Selsonia Ladies Athletics Club, elle mesure 1,70 m pour 61 kg.

## Carrière

### Palmarès
| Date | Compétition           | Lieu      | Résultat | Performance |
| ---- | --------------------- | --------- | -------- | ----------- |
| 1956 | Jeux olympiques d'été | Melbourne | 2e       | 44 s 7      |

### Records
| Épreuve    | Performance | Lieu | Date |
| ---------- | ----------- | ---- | ---- |
| 100 mètres | 12 s 0      |      | 1956 |
| 200 mètres | 24 s 27     |      | 1956 |